# Moira (film)
Pour les articles homonymes, voir Moira (homonymie).
Pour plus de détails, voir Fiche technique et Distribution.
Moira (géorgien : მოირა) est un film dramatique géorgien réalisé par Levan Tutberidze et sorti en 2015.
Le film est sélectionné comme entrée géorgienne pour l'Oscar du meilleur film en langue étrangère à la 88e cérémonie des Oscars qui s'est déroulée en 2016.

## Distribution
- Ani Bebia :
- Paata Inauri : Mamuka
- Jano Izoria :
- Giorgi Khurtsilava :
- Zaza Magalashvili :
- Ketevan Tskhakaia :